# Курьер (ПГРК)
«Курьер» (Индекс ГРАУ комплекса/ракеты — 15П159/15Ж59, RSS-40 (RSS-X-?), по классификации МО США — SS-X-26 (код позже был использован для обозначения комплекса Искандер)) — советский проект подвижного грунтового ракетного комплекса с малогабаритной твердотопливной межконтинентальной баллистической ракетой. Обозначение RSS-40 также иногда используется для межконтинентальной крылатой ракеты «Буран».
Разработка началась 21 июня 1983 года в Московском институте теплотехники. Эскизный проект был готов к 1984 году. По массо-габаритным характеристикам комплекс был близок к комплексу «Миджетмен». 6 октября 1991 проект был прекращен, в результате взаимных договоренностей с США о прекращении разработки мобильных МБР легкого класса — в ответ США прекратили разработку РК «Миджетмен».
Для комплекса первоначально проектировалась пусковая установка 15У160 на четырехосном шасси МАЗ-7909 (8 × 8), а в дальнейшем 15У160М на пятиосном шасси МАЗ-7929 (10 × 8).
По утверждению начальника главного штаба РВСН в 1994–1996 годах, генерал-полковника В. И. Есина,

«Курьер» должен был маскироваться под перевозку крупногабаритных грузов по шоссе общего пользования. Но по размышлении было решено, что это слишком опасно. Будет ли ядерная война или нет, это еще неизвестно, а бед можно в мирное время нажить много. Поэтому он и был приостановлен.
Было произведено четыре испытательных пуска ракеты из Плесецка — с марта 1989 года по май 1990 года. По другой информации, два первых испытания были неудачными (2 апреля 1986 года и в августе того же года), три последующих испытания (декабрь 1986 г., октябрь 1987 г. и в начале 1988 г.) были успешными.

## Тактико-технические характеристики
| Характеристики                                                                  | ПГРК 15П159 «Курьер»                                                                | ПГРК 15П159 «Курьер»                                                                | ПГРК 15П159 «Курьер»                                                                |
| ------------------------------------------------------------------------------- | ----------------------------------------------------------------------------------- | ----------------------------------------------------------------------------------- | ----------------------------------------------------------------------------------- |
| Индекс комплекса                                                                | 15П159                                                                              | 15П159                                                                              | 15П159                                                                              |
| Индекс ракеты                                                                   | 15Ж59                                                                               | 15Ж59                                                                               | 15Ж59                                                                               |
| Индекс ПУ                                                                       | 15У160 и 15У160М                                                                    | 15У160 и 15У160М                                                                    | 15У160 и 15У160М                                                                    |
| Код НАТО                                                                        | SS-Х-26                                                                             | SS-Х-26                                                                             | SS-Х-26                                                                             |
| Основные ТТХ комплекса                                                          |                                                                                     |                                                                                     |                                                                                     |
| Дальность стрельбы, км                                                          | межконтинентальная                                                                  | межконтинентальная                                                                  | межконтинентальная                                                                  |
| Точность стрельбы (КВО), км                                                     |                                                                                     |                                                                                     |                                                                                     |
| Боеготовность: — постоянная, мин — повышенная, мин                              |                                                                                     |                                                                                     |                                                                                     |
| Условия боевого применения                                                      | любые метеоусловия, при температурах от −40 °C до +50 °C и скорости ветра до 25 м/с | любые метеоусловия, при температурах от −40 °C до +50 °C и скорости ветра до 25 м/с | любые метеоусловия, при температурах от −40 °C до +50 °C и скорости ветра до 25 м/с |
| Тип старта                                                                      | миномётный из ТПК                                                                   | миномётный из ТПК                                                                   | миномётный из ТПК                                                                   |
| Периодичность смены позиции                                                     |                                                                                     |                                                                                     |                                                                                     |
| Гарантийный срок нахождения на боевом дежурстве при регламенте 1 раз в год, лет |                                                                                     |                                                                                     |                                                                                     |
| Данные ракеты                                                                   |                                                                                     |                                                                                     |                                                                                     |
| Стартовая масса, т                                                              | 15                                                                                  | 15                                                                                  | 15                                                                                  |
| Масса ТПК с ракетой, т                                                          |                                                                                     |                                                                                     |                                                                                     |
| Количество ступеней                                                             |                                                                                     |                                                                                     |                                                                                     |
| Система управления                                                              | инерциальная, автономная                                                            | инерциальная, автономная                                                            | инерциальная, автономная                                                            |
| Коэффициент энерговесового совершенства Gгч/Go, кгс/тс                          |                                                                                     |                                                                                     |                                                                                     |
| Боевое оснащение                                                                |                                                                                     |                                                                                     |                                                                                     |
| Тип головной части                                                              | моноблочная                                                                         | моноблочная                                                                         | моноблочная                                                                         |
| Масса головной части, кг                                                        | 500                                                                                 | 500                                                                                 | 500                                                                                 |
| Мощность ядерного заряда                                                        | 150—300 Кт                                                                          | 150—300 Кт                                                                          | 150—300 Кт                                                                          |
| КСП ПРО                                                                         |                                                                                     |                                                                                     |                                                                                     |
| Габаритные размеры ТПК и ракеты                                                 |                                                                                     |                                                                                     |                                                                                     |
| Длина ракеты, м                                                                 | 11,2                                                                                | 11,2                                                                                | 11,2                                                                                |
| Диаметр ракеты, м                                                               | 1,36                                                                                | 1,36                                                                                | 1,36                                                                                |
| Длина ТПК, м                                                                    |                                                                                     |                                                                                     |                                                                                     |
| Диаметр ТПК, м                                                                  |                                                                                     |                                                                                     |                                                                                     |
| Параметры ступеней:                                                             | 1-я ступень                                                                         | 2-я ступень                                                                         | 3-я ступень                                                                         |
| Вид топлива                                                                     | твёрдое, смесевое                                                                   | твёрдое, смесевое                                                                   | твёрдое, смесевое                                                                   |
| Длина ступени, м                                                                |                                                                                     |                                                                                     |                                                                                     |
| Диаметр ступени, м                                                              | 1,36                                                                                | 1,36                                                                                | 1,36                                                                                |
| Тип ДУ                                                                          | односопловый РДТТ                                                                   | односопловый РДТТ                                                                   | односопловый РДТТ                                                                   |
| Тяга (на земле/в пустоте), тс                                                   |                                                                                     |                                                                                     |                                                                                     |
| Удельный импульс (на земле/в пустоте), с                                        |                                                                                     |                                                                                     |                                                                                     |
| Время работы, с                                                                 |                                                                                     |                                                                                     |                                                                                     |
| Масса основного заряда, т                                                       |                                                                                     |                                                                                     |                                                                                     |
| Масса снаряжённого РДТТ, т                                                      |                                                                                     |                                                                                     |                                                                                     |
| Давление в камере, бар                                                          |                                                                                     |                                                                                     |                                                                                     |
| Органы управления                                                               |                                                                                     |                                                                                     |                                                                                     |
|                                                                                 | Пусковая установка 15У___                                                           | Пусковая установка 15У___                                                           | Пусковая установка 15У___                                                           |
| Заводской индекс                                                                |                                                                                     |                                                                                     |                                                                                     |
| Разработчик агрегата                                                            | ЦКБ ПО «Баррикады», В. М. Соболев                                                   | ЦКБ ПО «Баррикады», В. М. Соболев                                                   | ЦКБ ПО «Баррикады», В. М. Соболев                                                   |
| Базовое шасси                                                                   | МАЗ-7909                                                                            | МАЗ-7929                                                                            |                                                                                     |
| Разработчик шасси                                                               | МАЗ                                                                                 | МАЗ                                                                                 | МАЗ                                                                                 |
| Масса, т                                                                        |                                                                                     |                                                                                     |                                                                                     |
| Длина с ТПК, м                                                                  |                                                                                     |                                                                                     |                                                                                     |
| Высота, м                                                                       |                                                                                     |                                                                                     |                                                                                     |
| Ширина, м                                                                       |                                                                                     |                                                                                     |                                                                                     |
| Скорость движения, км/ч                                                         |                                                                                     |                                                                                     |                                                                                     |
| Запас хода, км                                                                  |                                                                                     |                                                                                     |                                                                                     |
| История                                                                         |                                                                                     |                                                                                     |                                                                                     |
| Разработчик                                                                     | Московский институт теплотехники                                                    | Московский институт теплотехники                                                    | Московский институт теплотехники                                                    |
| Конструктор                                                                     | А.Д. Надирадзе, Б.Н. Лагутин                                                        | А.Д. Надирадзе, Б.Н. Лагутин                                                        | А.Д. Надирадзе, Б.Н. Лагутин                                                        |
| Начало разработки                                                               |                                                                                     |                                                                                     |                                                                                     |
| Пуски бросковых макетов (ИРС)                                                   | 4                                                                                   | 4                                                                                   | 4                                                                                   |
| Всего пусков                                                                    | 4                                                                                   | 4                                                                                   | 4                                                                                   |
| Летно-конструкторские испытания                                                 |                                                                                     |                                                                                     |                                                                                     |
| Пуски с ПУ                                                                      | 4                                                                                   | 4                                                                                   | 4                                                                                   |
| Всего пусков                                                                    | 4                                                                                   | 4                                                                                   | 4                                                                                   |
| Из них успешные                                                                 |                                                                                     |                                                                                     |                                                                                     |
| Принятие на вооружение                                                          | не принималась                                                                      |                                                                                     |                                                                                     |
| Изготовитель                                                                    | Воткинский завод                                                                    | Воткинский завод                                                                    | Воткинский завод                                                                    |